# Tephronia nigra
Tephronia nigra là một loài bướm đêm trong họ Geometridae.